# 15 Gwardyjska Dywizja Pancerna
15 Gwardyjska Dywizja Pancerna – związek taktyczny Armii Radzieckiej przejęty przez  Siły Zbrojne Federacji Rosyjskiej.
W końcowym okresie istnienia Związku Socjalistycznych Republik Radzieckich dywizja stacjonowała na terenie Czechosłowacji. W tym czasie wchodziła w skład Centralnej Grupy Wojsk. Dyslokowana do Rosji i przeformowana w BSU. Stacjonowała na terenie Półncnokaukaskiego OW w Czebarkule.

## Struktura organizacyjna
Skład w 1990:
- dowództwo i sztab – Milovice;
- 239 Gwardyjski pułk czołgów;
- 29 Gwardyjski pułk czołgów;
- 244 Gwardyjski pułk czołgów;
- 295 Gwardyjski pułk zmotoryzowany;
- 914 pułk artylerii samobieżnej;
- 282 pułk rakiet przeciwlotniczych.